# Kharlampiy Golovin
Kharlampiy Sergeyevich Golovin (1844 – São Petersburgo, 1904) foi um engenheiro russo especialista em teoria da elasticidade e mecânica estrutural.